# Transsilvània

Bandera de Transsilvània sota l'Imperi austrohongarès

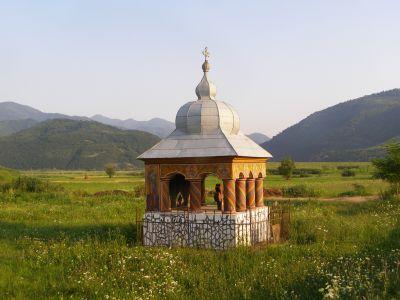
Una ermita ortodoxa a Transsilvània

Transsilvània (en romanès: Transilvania, Ardeal; en alemany: Siebenbürgen; en hongarès: Erdély; en turc: Erdel o Erdelistan) és una regió composta per les àrees occidental i central de Romania. Va ser un principat autònom des del segle x fins al 1918, quan es va unificar amb Moldàvia i Valàquia per configurar l'estat romanès.

## Geografia
El territori que avui es coneix com a Transsilvània està format per 16 comtats (en romanès: judeţe), amb una superfície total de gairebé 103.600 km², més de la meitat de la superfície total de Romania, i localitzats al centre i al nord-oest del país. Els 16 comtats són: Alba, Arad, Bihor, Bistrița-Năsăud, Brașov, Caraș-Severin, Cluj, Covasna, Harghita, Hunedoara, Maramureș, Mureș, Sălaj, Satu Mare, Sibiu i Timiș.
L'altiplà transsilvà, amb una altitud mitjana de 300-500 m sobre el nivell del mar, conté els rius Mureş, Someş, Criş i Olt, així com altres tributaris del Danubi. Cluj-Napoca, amb una població de 318.027 habitants, n'és la ciutat principal; altres centres urbans importants són: Timişoara (317.651), Brașov (283.901), Oradea (206.527), Arad (172.824), Sibiu (155.045), Târgu Mureş (149.577), Baia Mare (137.976) i Satu Mare (115.630).

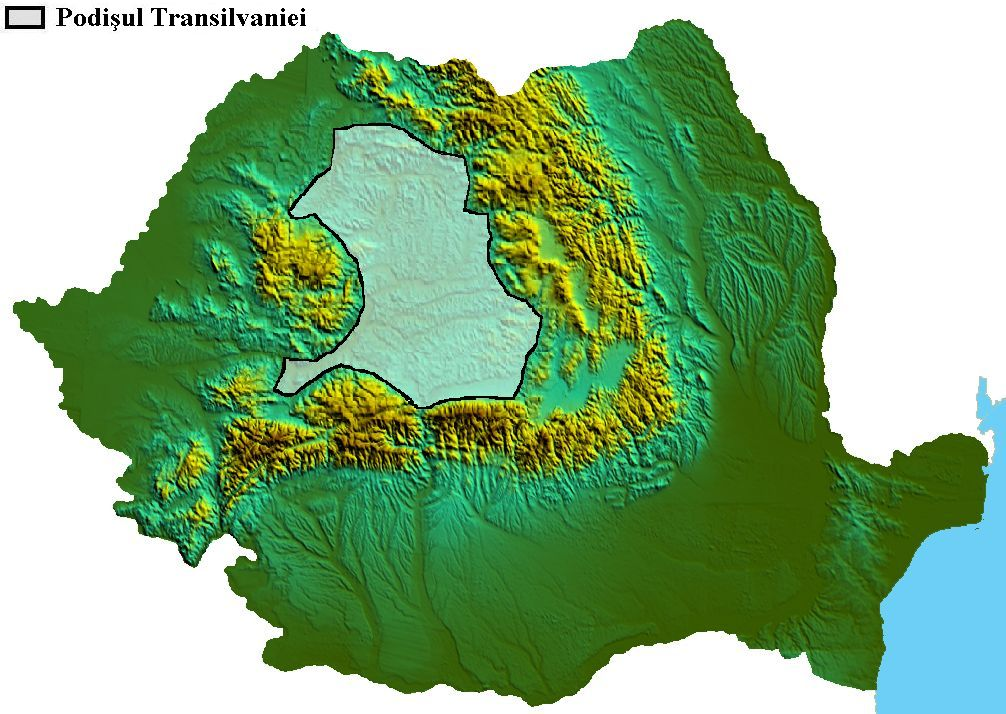
Altiplà transsilvà

## Economia
La Transsilvània conté nombrosos recursos minerals, principalment lignit, ferro, plom, manganès, or, coure, gas natural, sal i sofre. Hi ha grans indústries siderúrgiques, químiques i tèxtils. Altres ocupacions importants de la població són la ramaderia, la producció de vi i el cultiu de fruites.
A Transsilvània, es produeix el 35% del PIB de Romania, i té un PIB per capita (PPP) d'11.500 dòlars EUA, un 10% més alt que la mitjana romanesa.

## Població
D'acord amb el cens del 2002, la regió tenia 7.221.733 persones, amb una majoria romanesa (75% del total de la població). Hi existeixen també comunitats de grups de parla hongaresa, principalment magiars i székely (20% del total de la població), gitanos (3,5%) i alemanys (1,5%). Antigament, la població romanesa fou discriminada. Tot i ser-ne la majoria de la població de parla romanesa, no fou fins al 1780 que es va crear una escola on tan sols es parlava romanès, ja que a la resta es parlava magiar i alemany, i a partir de llavors els romanesos van començar a reclamar els seus drets. Durant la revolució del 1848, molts hongaresoparlants es van sentir romanesos al mateix temps que molts romanesoparlants recolzaven la corona hongaresa; amb tot, la majoria de la població magiar o sícula va posar-se de part de Budapest i la valaca, de Viena. Actualment, els romanesos i els hongaresos conviuen sense tantes tensions a l'estat.

## Etimologia
El nom de Transsilvània va ser utilitzat per primera vegada en un document llatí el 1075 com a Ultra Silvam, que significa 'més enllà del bosc'. El nom va ser canviat després a Transylvania, que conserva el mateix significat. Aquest nom podria ser una traducció de l'expressió hongaresa Erdő-elve, ja que a Hongria, fins al segle xix, el llatí era la llengua oficial. També era el terme usat en l'alemany medieval Überwald (segles xiii i xiv) i l'ucraïnès Залісся (Zalissia).
El nom actual en hongarès és Erdély, del qual es deriva el nom romanès Ardeal. Aquest fet, no obstant això, és negat en cercles nacionalistes romanesos amb l'argument que, en realitat, es tracta d'un nom d'origen desconegut. En romanès, tradicionalment, s'ha fet servir també el nom de Ţara Ungureasca, literalment 'Terra Hongaresa'.
El nom alemany Siebenbürgen significa 'set ciutats', en referència a les ciutats dels saxons transsilvans de la regió.